# Ларрі Джеймс
Джордж Лоуренс Джеймс (англ. George Lawrence "Larry" James; 6 листопада 1947 — 6 листопада 2008) — американський легкоатлет, який спеціалізувався в бігу на короткі дистанції.

## Із життєпису
Олімпійський чемпіон в естафеті 4×400 метрів (1968).
Срібний олімпійський призер у бігу на 400 метрів (1968)
Ексрекордсмен світу у бігу на 400 метрів та в естафеті 4×400 метрів.
Дворазовий чемпіон Універсіади у бігу на 400 метрів з бар'єрами та в естафеті 4×400 метрів (1970).
По завершенні змагальної кар'єри працював тренером.

## Основні міжнародні виступи
| Рік  | Змагання         | Місто   | Місце | Дисципліна |
| ---- | ---------------- | ------- | ----- | ---------- |
| 1968 | Олімпійські ігри | Мехіко  | 2     | 400 м      |
| 1968 | 1                | 4×400 м |       |            |
| 1970 | Універсіада      | Турин   | 1     | 400 м з/б  |
| 1970 | 1                | 4×400 м |       |            |

## Визнання
- Член Зали слави легкої атлетики США (2003)[1]
- Ім'я Джеймса носить стадіон Стоктонського університета[en] — «G. Larry James Stadium» (2007)[2].